# Romário Baró
Romário Baró (Bissau, 25 januari 2000) is een in Guinee-Bissau geboren Portugees voetballer die doorgaans speelt als middenvelder. Hij stroomde in 2019 door naar het eerste elftal van FC Porto.

## Clubcarrière
Baró doorliep de jeugdreeksen van Povoense, Sporting CP en FC Porto. Na twee seizoenen bij het B-elftal van Porto in de Segunda Liga stroomde hij in 2019 door naar het eerste elftal. Op 7 augustus 2019 kreeg hij van trainer Sérgio Conceição zijn eerste speelminuten tijdens de Champions League-kwalificatiewedstrijd tegen FK Krasnodar.

## Clubstatistieken
| Seizoen     | Club            | Competitie    | Competitie | Competitie | Competitie | Beker | Beker | Beker | Europa | Europa | Europa | Totaal | Totaal | Totaal |
| Seizoen     | Club            | Competitie    | Wed.       | Dlp.       | Ass.       | Wed.  | Dlp.  | Ass.  | Wed.   | Dlp.   | Ass.   | Wed.   | Dlp.   | Ass.   |
| ----------- | --------------- | ------------- | ---------- | ---------- | ---------- | ----- | ----- | ----- | ------ | ------ | ------ | ------ | ------ | ------ |
| 2019/20     | FC Porto        | Primeira Liga | 9          | 0          | 1          | 7     | 0     | 0     | 2      | 0      | 0      | 18     | 0      | 1      |
| 2020/21     | FC Porto        | Primeira Liga | 10         | 0          | 0          | 3     | 0     | 0     | 3      | 0      | 0      | 16     | 0      | 0      |
| Club Totaal | Club Totaal     | Club Totaal   | 19         | 0          | 1          | 10    | 0     | 0     | 5      | 0      | 0      | 34     | 0      | 1      |
| 2021/22     | → Estoril Praia | Primeira Liga | 9          | 0          | 1          | 2     | 0     | 0     | —      | —      | —      | 11     | 0      | 1      |
| Club Totaal | Club Totaal     | Club Totaal   | 9          | 0          | 1          | 2     | 0     | 0     | 0      | 0      | 0      | 11     | 0      | 1      |
| TOTAAL      | TOTAAL          | TOTAAL        | 28         | 0          | 2          | 12    | 0     | 0     | 5      | 0      | 0      | 45     | 0      | 2      |

Bijgewerkt op 21 oktober 2019.

## Interlandcarrière
Baró is Portugees jeugdinternational. Op 10 september 2019 speelde hij zijn eerste interland voor de Portugese beloften: in de EK-kwalificatiewedstrijd tegen Wit-Rusland viel hij in de 86e minuut in voor Jota, waarop hij in de blessuretijd meteen goed was voor een assist.